# Bomaanslag in Aqtöbe op 17 mei 2011
Op 17 mei 2011 vond er in de stad Aqtöbe in Kazachstan een bomaanslag plaats op het regionale hoofdkwartier van de Kazachse veiligheidsdienst. Daarbij verloor de aanslagpleger het leven en raakten twee personen gewond.

## Vervolg
De autoriteiten gaven in eerste instantie de georganiseerde misdaad de schuld, maar moesten maanden later toegeven dat de aanslag waarschijnlijk gepleegd was door een islamitische extremist. De meeste Kazachen zijn moslim, maar hangen een gematigde stroming van het geloof aan. Sinds de val van de Sovjet-Unie krijgt het wahabisme, een fundamentalistische stroming binnen het soennisme, waarvan de aanhangers geweld niet schuwen, echter steeds meer aanhangers. De Kazachse overheid is daar niet blij mee.
De aanslag werd gevolgd door meerdere incidenten gedurende de zomer. Een week later ontplofte een auto voor het kantoor van de Veiligheidsdienst in de hoofdstad Astana, waarbij de twee inzittenden omkwamen. Op 30 juni 2011 werden twee politieofficieren gedood in Shubarshi, een stad 250 kilometer van Aqtöbe. In de politieactie die daar op volgde werden negen verdachten en nog eens twee agenten gedood. Kort daarna doodde in Aqtöbe een man een agent en blies zichzelf vervolgens op.
In hoeverre al deze aanslagen gelinkt zijn aan islamitische radicalen is onduidelijk. De Kazachse overheid wil uitstralen dat Kazachstan een stabiel land is en is daarom terughoudend met informatie over de achtergrond en motivatie van de daders.